# 小行星11823
小行星11823（11823 Christen）是一颗绕太阳运转的小行星，为主小行星带小行星。该小行星于1981年11月2日发现。

## 轨道参数
小行星11823的轨道半长轴为2.3702204 UA，离心率为0.248。